# Dorothée Dussy
Dorothée Dussy, née le 6 octobre 1969, est une anthropologue française, directrice de recherche au CNRS, et depuis 2023, directrice Centre Norbert Elias (UMR 8562 - CNRS/Université d'Aix-Marseille/Université d'Avignon).
Elle travaille sur les rapports de domination dans différents contextes. Une partie de ses travaux porte sur la pratique de l’inceste dans les familles occidentales.

## Travaux

### Inceste
Dorothée Dussy a décrit comment la sexualité avec des enfants de la famille est finalement courante et quelquefois tolérée dans les familles en Occident, malgré l’interdit légal, social et moral. Cette recherche a contribué à penser anthropologiquement l’espace domestique et la famille, l’incorporation de la grammaire sociale, la violence comme rapport social, le consentement.
L'inceste est répandu dans les pays occidentaux. 5 à 10 % des enfants en seraient victimes, ce qui représente près de six millions de personnes en France, et donc quantité d’incesteurs : « pour incester des millions d’enfants, il faut du monde ».  Dorothée Dussy défend l'idée que le phénomène de l'inceste est structurel, et remet en cause l'existence d'un tabou de l'inceste : ce n'est pas l'interdit de l'inceste qui structure la société, mais le silence sur ce sujet,. Cet ordre social est lié à une forme de complaisance vis-à-vis de la domination masculine qui est à l'œuvre dans l'inceste (l’immense majorité des incesteurs étant des hommes). La famille s'accommode de l'inceste, protège l'incesteur en sacrifiant l'enfant, jusqu'au moment où le silence est brisé, comme l'illustre l’affaire Olivier Duhamel.
Dans l’ouvrage Le Berceau des dominations (2013),, elle restitue l’enquête qu’elle a menée auprès d’hommes condamnés pour inceste, et auprès d’incestés et de leur entourage. En avril 2021, l'ouvrage est réédité en format poche aux éditions Pocket, avec une préface de Charlotte Pudlowsky, créatrice du podcast consacré à l'inceste Ou peut-être une nuit.
Elle est une des fondatrices de l'AREVI : Association d’Action/Recherche et Échange entre les Victimes d’Inceste.

### Nouvelle-Calédonie
Dorothée Dussy a écrit en 1998 une thèse sur l'environnement urbain et les squats en Nouvelle-Calédonie.

### Apiculture
La démarche écoféministe et pour les droits des enfants de Dorothée Dussy, qui articule la dénonciation du sexisme et de la domination adulte, de la prédation de la nature et l'anticapitalisme, est le cadre d’analyse des recherches qu’elle a entamées sur l’apiculture. Elle a publié en 2019, en collaboration avec Elsa Faugère, un ouvrage sur la relation entre les humains et les abeilles, et figure dans un ouvrage collectif sur le même sujet.

## Ouvrages
- Dorothée Dussy et Francine Fourmaux (dir), Aux Limites de soi les autres. Enquêtes en sciences sociales, Aix-en-Provence, Persée, 2011, 199 p. (ISBN 978-2-35216-859-1)
- Nouméa, ville océanienne ? : s'approprier la ville, Éd. Karthala, 2012 (ISBN 978-2-8111-0548-8 et 2-8111-0548-4, OCLC 779759852, lire en ligne)
- Dorothée Dussy, Le Berceau des dominations, Éditions la Discussion, 2013 (lire en ligne), réédité chez Pocket en 2021[4],[12].
- Dorothée Dussy (coord.), L'Inceste, bilan des savoirs, Éditions La Discussion, impr. 2013 (ISBN 979-10-92006-00-1, OCLC 858158612, lire en ligne)
- Dorothée Dussy et Elsa Faugère (dir.), Apicultures au XXIe siècle : écologie versus business ?,  Éditions La Discussion, 2019
- Iris Brey et Juliet Drouar, La Culture de l'inceste, Le Seuil, 9 septembre 2022, 198 p. (ISBN 978-2-02-150205-3)[13],[14],[15],[16],[17]